# Stöckey
Stöckey este o comună din landul Turingia, Germania.